# آثار وباء فيروس إيبولا الثقافية في غرب إفريقيا
كان لوباء فيروس الإيبولا في غرب إفريقيا آثار كبيرة على ثقافة معظم دول غرب إفريقيا. في معظم الحالات، كان التأثير سلبيًا إلى حد ما لأنه عطّل الأعراف والممارسات التقليدية للعديد من الأفارقة. على سبيل المثال، تعتمد العديد من مجتمعات غرب إفريقيا على المعالجين التقليديين والمشعوذين، الذين يستخدمون العلاجات العشبية والتدليك والترنيم والسحر لعلاج أي مرض تقريبًا. لذلك، يصعب على مواطني غرب إفريقيا التكيف مع الممارسات الطبية الأجنبية. إن مقاومة غرب إفريقيا للطب الغربي موضوع بارز في المنطقة، ويدعو إلى عدم الثقة في الكوادر الطبية الغربية الحديثة وممارساتها.
تعتنق بعض الثقافات الأفريقية بصورة مماثلة تقليد التضامن عبر الوقوف إلى جانب المرضى، وهو ما يتعارض مع الرعاية الآمنة لمريض الإيبولا. يُعرف هذا التقليد باسم «الوقوف إلى جانب المريض» لإظهار احترام المرء وتقديره للمريض. وفقًا لمركز ويسلي الطبي، قد تكون هذه الأنواع من الأعراف التقليدية خطيرة على غير المصابين بالفيروس لأنها تزيد احتمالات الاتصال بالسوائل الجسدية لدى أفراد أسرهم. قضى فيروس إيبولا على عائلات بأكملها في ليبيريا، وترك أحد الناجين ليروي قصصًا عن عدم قدرتهم على الوقوف مكتوفي الأيدي أثناء مرض أحبائهم في الفراش، بسبب ثقافة اللمس والعناق والحضن والتقبيل.
تستخدم بعض المجتمعات تقليديًا الفولكلور والأدب الأسطوري الذي يتناقل شفهيًا من جيل إلى آخر أغلب الأحيان ليشرح العلاقات المتبادلة بين كل الأشياء الموجودة. مع ذلك، لا يتعلق الفولكلور والأغاني بأصول تاريخية قديمة أو تقليدية فحسب، بل يتعلقان بالأحداث الجارية التي أثرت على المجتمع. بالإضافة إلى ذلك، غالبًا ما يتخذ الفولكلور والموسيقى جانبين متعارضين من أي قصة. أطلقت مجموعة من الشتات أغنية «إيبولا الأبيض» في وقت مبكر من الوباء، وركزت الأغنية على عدم الثقة عامةً في «الغرباء» الذين قد يصيبون الناس بالعدوى عن قصد.
زادت هذه المعلومات الخاطئة الأولية من انعدام الثقة العام بالأجانب، وأدت فكرة أن الإيبولا لم يظهر في إفريقيا إلا بعد وصولهم إلى هجمات على العديد من العاملين في مجال الصحة، ومنع قوافل المساعدات من مسح المناطق النائية. صد عدة مئات من السكان فريق الدفن الذي كان قد أُرسل لجمع جثث ضحايا الإيبولا المشتبه بهم من ويست بوينت في ليبيريا، وهم يهتفون: «لا إيبولا في ويست بوينت». بدأت وزارات الصحة والعاملون حملة إعلامية عنيفة عن فيروس إيبولا على جميع أشكال وسائل الإعلام لإبلاغ السكان بالمعلومات الصحيحة والسماح لعمال الإغاثة بالوصول الآمن إلى المناطق عالية الخطورة. اندلعت أعمال شغب في غينيا بعد أن قام العاملون الطبيون بتطهير سوق في نزيريكوري. أشاع السكان المحليون أن العاملين الطبيين كانوا ينشرون المرض في الواقع. قتل القرويون 8 أشخاص كانوا ينشرون معلومات عن الإيبولا في وومي المجاورة.

## التقاليد والأعراف الثقافية في غرب إفريقيا
أجبر وباء الإيبولا في عام 2014 سكان غرب إفريقيا على مواجهة العديد من الصعوبات اليومية فيما يتعلق بعاداتهم وممارساتهم التقليدية. تعطلت تقاليدهم بشدة من الناحية الجوهرية بسبب فيروس الإيبولا. على سبيل المثال، كان سكان غرب إفريقيا يميلون إلى البقاء بالقرب من أفراد أسرهم المرضى لرعايتهم أثناء المرض لعدة قرون. لسوء الحظ، شُجعت العديد من مجتمعات غرب إفريقيا على الابتعاد عن أفراد أسرهم المصابين، إذ قد تكون المخالطة المحتملة قاتلة. بالإضافة إلى ذلك، تتضمن ثقافتهم لمس المتوفى في الجنازات ويجب أن تستحم أخت والد المتوفى وتنظف الجثة وتلبسها زيها المفضل. في حال عدم وجود عمة لتؤدي هذه المهمة، تتولى امرأة مسنة في مجتمعهم هذه المسؤولية. لا تتضمن عاداتهم غسل المتوفى ولمسه فحسب، بل أيضًا تقبيله.
تعتبر الجنازات على وجه التحديد من الأحداث الثقافية الكبرى لدى العائلات والأصدقاء للتجمع والاحتفاء بالميت. تأتي مراسم الجنازة، التي تشمل النحيب والرقص، من منطلق رعاية الميت واحترامه. تستمر الجنازات في غرب إفريقيا لعدة أيام غالبًا، وذلك حسب حالة الشخص المتوفى. بمعنى آخر، كلما كانت أهمية الشخص المتوفى أعلى خلال حياته، زاد طول فترة الحداد. الأهم من ذلك، يوجد وعاء معروف يُستخدم في طقوس غسل اليدين عند نهاية الحفل، وتتضمن طقوس النهاية قبلة أخيرة أو لمسة على الوجه تُمنح للميت. يشار إلى هذا الطقس عادة باسم «لمسة الحب». أكد مركز ويسلي الطبي أن منع أسر غرب إفريقيا من أداء مثل هذه الطقوس يعد وصمة عار لأنه يهين المتوفى ويعرض بقية أفراد الأسرة للخطر. يُعتقد أن روح الميت، التي تُعرف أيضًا باسم «تيبو»، سوف تسبب الأذى والمرض للعائلة نتيجة الدفن غير اللائق.

### مقاومة الطب الغربي
تعتبر مقاومة الطب الغربي عائقًا كبيرًا أمام مكافحة فيروس الإيبولا. يدعي مركز ويسلي الطبي أن التدخل في طقوس الدفن في غرب إفريقيا بسبب الممارسات الطبية الغربية قد منعهم من تكريم أحبائهم تكريمًا مناسبًا. يعتقد المركز أن هذا الأمر تسبب في تفاقم أزمة الثقة تجاه المختصين الطبيين، وأن عدم الثقة يتعزز في كل مرة يُمنع فيها أفراد أسر الأشخاص المصابين من المشاركة في الجنازة أو رؤية الجثة شخصيًا. أفادت التقارير أن مشكلة الثقة دفعت المجتمعات المنكوبة بالإيبولا في ليبيريا إلى إخفاء أفراد الأسرة المصابين بفيروس إيبولا عن مقدمي الرعاية الصحية ودفنهم سرًا. حقق العاملون الصحيون في سيراليون مزيدًا من التقدم لأن الإجراءات الصحية نُفذت وفقًا لإرشادات منظمة الصحة العالمية، التي تنصح العاملين الصحيين بالاهتمام بتقاليد المجتمعات المهددة عند رعاية الموتى. لذلك، أُقيمت الجنازات وفقًا لرغبات العائلات، ولكنها أيضًا أعطت العاملين الصحيين فرصة لتطهير الجثث. في العديد من المناطق المصابة بفيروس إيبولا في إفريقيا، يُعتقد أيضًا أن الطب الغربي إما غير فعال أو أنه الأصل الفعلي للفيروس. بمعنى آخر، يشيع اعتقاد ضمن المجتمع الأفريقي أن الأطباء الغربيين يقتلون مرضاهم عن عمد بعلاجاتهم. تقول نظرية المؤامرة أيضًا أن المختصين الطبيين يخططون لحصاد أعضاء من يموتون من فيروس إيبولا.
توجد مقاومة للطب الغربي أيضًا بسبب مظهر بدلات المواد الخطرة، التي يرتديها العاملون في الرعاية الصحية لحماية أنفسهم من الإصابة بفيروس الإيبولا. يقال إن معدات الحماية تخيف العديد من سكان غرب إفريقيا ويعتقد أيضًا أنها غير ودية ومخيفة لعائلات غرب إفريقيا. أخيرًا، يتسبب التدخل في رعاية الأسرة للمريض في شعورهم بالانتقاص من قدر المريض، ويحول دون قيام الأسرة بواجبها في توفير الراحة والرعاية. بغض النظر عن المقاومة الموجودة تجاه الطب الغربي، يشكل التعامل مع جثث المتوفين خطرًا كبيرًا للعدوى، إذ ينتقل الإيبولا من خلال الاتصال الجسدي مع سوائل جسم الشخص المصاب. يعود هذا الأمر إلى حقيقة أن التحضير للدفن يشمل اللمس والغسيل والتقبيل كما سبق ذكره. يمكن أن يُصاب أولئك الذين يحضرون للجنازة بسهولة، إذ قد يتعرضون بسهولة لدم الشخص المصاب والقيء والإسهال وسوائل الجسم الأخرى كونها الأعراض الرئيسية للفيروس.

### الممارسات الطبية التقليدية
بصرف النظر عن حقيقة أن المعالجين التقليديين في غرب إفريقيا استخدموا العلاجات الشعائرية والعشبية لعدة قرون، تثق شعوب غرب إفريقيا في هذه العلاجات وتجد تكلفتها معقولة. تشمل الإجراءات التقليدية ما يلي: السحر والطرق الطبية الحيوية والصيام واتباع نظام غذائي والعلاجات العشبية والاستحمام والتدليك بالإضافة إلى الجراحة. تتضمن الإجراءات الجراحية أغلب الأحيان قطع جلد المريض بسكاكين غير معقمة. يضع المعالجون التقليديون الدم على الجلد في بعض الأحيان لتخليصهم من مرضهم. تتواجد أزمة ثقة كبيرة لدى الأفارقة تجاه الطب الحديث، ولكن قيل إن فيروس إيبولا انتشر على نطاق واسع في جميع أنحاء غرب إفريقيا بسبب نقص العاملين في مجال الرعاية الصحية ومحدودية الموارد والمرافق الطبية. سهلت الظروف غير الصحية في منطقة غرب إفريقيا عمومًا انتشار الإيبولا.